# Melanagromyza marinensis
Melanagromyza marinensis är en tvåvingeart som beskrevs av Spencer 1981. Melanagromyza marinensis ingår i släktet Melanagromyza och familjen minerarflugor. Inga underarter finns listade i Catalogue of Life.